# Richard de Saint-Sauveur
Richard de Saint-Sauveur (m. 933) vizconde de Cotentin, fue un noble normando de origen vikingo y uno de los barones de confianza de Hrolf Ganger de Normandía, quien recibió de su caudillo la concesión de la mitad de las islas de La Mancha. Era hijo de Malahulc y Maud (Mathilde) de Boulogne et Ternois, hija de Adalolphe de Boulogne et Ternois. 
A su muerte en 933, el vizconde de Cotentin poseía casi un tercio de todo el territorio de Normandía.

## Herencia
Se casó con una dama de estirpe desconocida hasta hoy y fruto de esa relación nacieron varios hijos:
- Asperling de Vaudreuïl, también conocido como Eperling o Asperleng de Pîtres (c. 902-975), quien sería marido de Sprota tras la muerte de Guillermo I de Normandía. Ambos serían padres de Rodolfo de Ivry, regente durante la minoría de edad de Ricardo II de Normandía;
- Odile Beatrice de Cambray;
- Richard II de Saint-Sauveur, señor d'Aubigne (m. 981);
- Néel I de Saint-Sauveur.